# G.O.N.D.
Die G.O.N.D. (Abkürzung für Größte Onkelz Nacht Deutschlands) ist ein Musikfestival, das im Juni 2006 das erste Mal stattfand und seit 2009 in Rieden-Kreuth (Bayern) stattfindet. Es ist die weltweit größte Tribute-Veranstaltung zu Ehren der Rockband Böhse Onkelz. Neben Coverbands der Onkelz spielen auf dem Festival hauptsächlich Deutschrock- und Punk-Bands.

## Geschichte

### Entstehung
Nach der Auflösung und dem Abschiedsfestival Vaya Con Tioz der Böhsen Onkelz im Juni 2005 hatten die Erfinder und Veranstalter der G.O.N.D. die Idee, im kommenden Jahr eine kleine, regionale und vorerst einmalige Party zu Ehren der Onkelz zu veranstalten. Hintergrund war ein gemeinsames Fest mit den Fans der Band zu feiern, jedoch auch das gemeinsame Trauern über die Auflösung.
Es wurde eine Halle mit einem Fassungsvermögen von 2.500 Besuchern in Bad Rappenau in der Nähe von Heilbronn angemietet. Die Veranstaltung wurde von Anfang an unter dem Slogan „Gröhste Onkelznacht Deutschlands“ beworben. Der Name war in Anlehnung an den Bandnamen gedacht.
Vier Wochen nach Start des Ticketvorverkaufs waren bereits alle Karten verkauft, die Veranstaltung lag jedoch noch mehr als sechs Monate entfernt. Nach weiteren Nachfragen von Fans entschieden sich die Veranstalter, das Event in eine größere Lokalität zu verlegen, da nicht ausgeschlossen werden konnte, dass weitere Besucher auch ohne Ticket anreisen werden.

### G.O.N.D. 2006
9. – 11. Juni 2006 in Mosbach

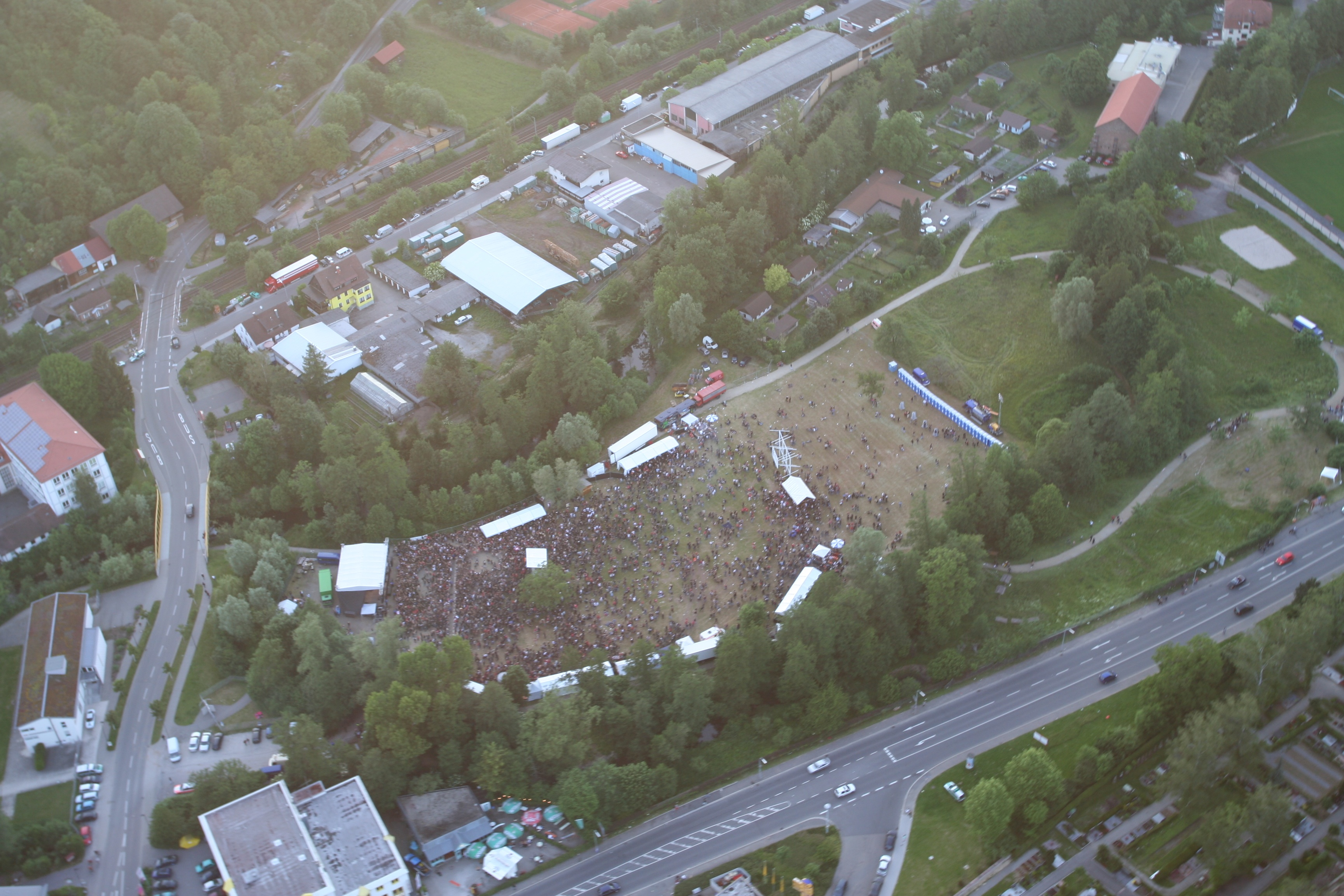
Luftbild der G.O.N.D. 2006

Die Veranstaltung wurde in den Großen Elzpark in Mosbach verlegt. Die Campingmöglichkeiten und weitere musikalische Acts wurden in und um die Livefactory im ca. 25 km entfernten Adelsheim untergebracht. Den Pendelverkehr zwischen Adelsheim und Mosbach bediente die Deutsche Bahn mit Sonderzügen.
Bands:
Enkelz, Frei.Wild, Satan's Offiziere und Stainless Steel

### G.O.N.D. 2007
6. – 8. Juli 2007 in Langenbrettach-Neudeck

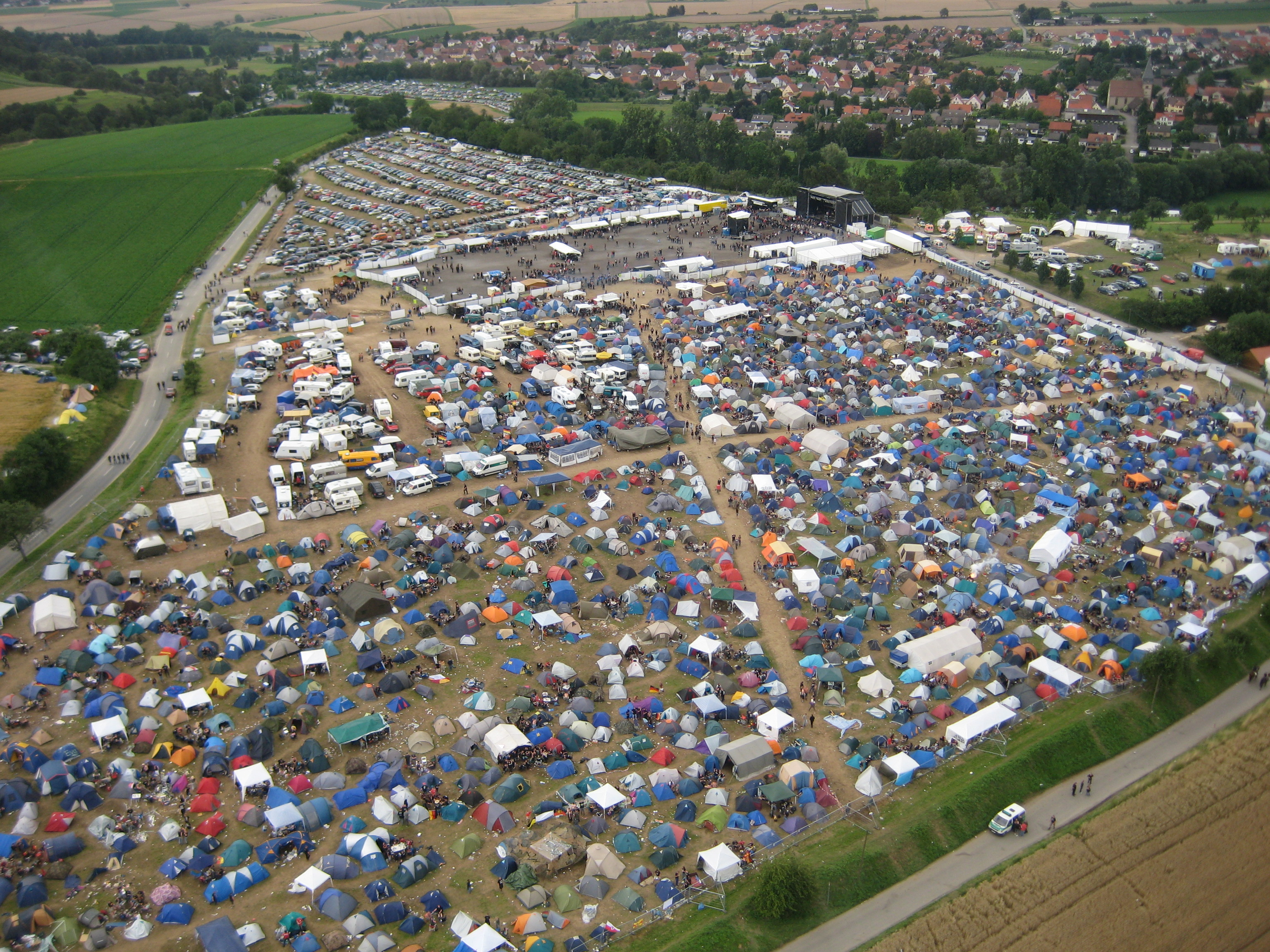
Luftbild der G.O.N.D. 2007

Obwohl die erste G.O.N.D. stark improvisiert war, bekam die Veranstaltung positive Kritiken. Weil noch mehr Besucher erwartet wurden, brauchte es einen größeren Veranstaltungsort, welcher in der Küffner Arena in Langenbrettach-Neudeck gefunden wurde, was das Zelten in unmittelbarer Nähe zum Konzertgelände ermöglicht.
Bands:
Berserker, Enkelz, Frei.Wild, Kneipenterroristen, Satan's Offiziere, Stainless Steel, Tequila lauwarm und Wilde Jungs

### G.O.N.D. 2008
26. – 29. Juni 2008 in Geiselwind

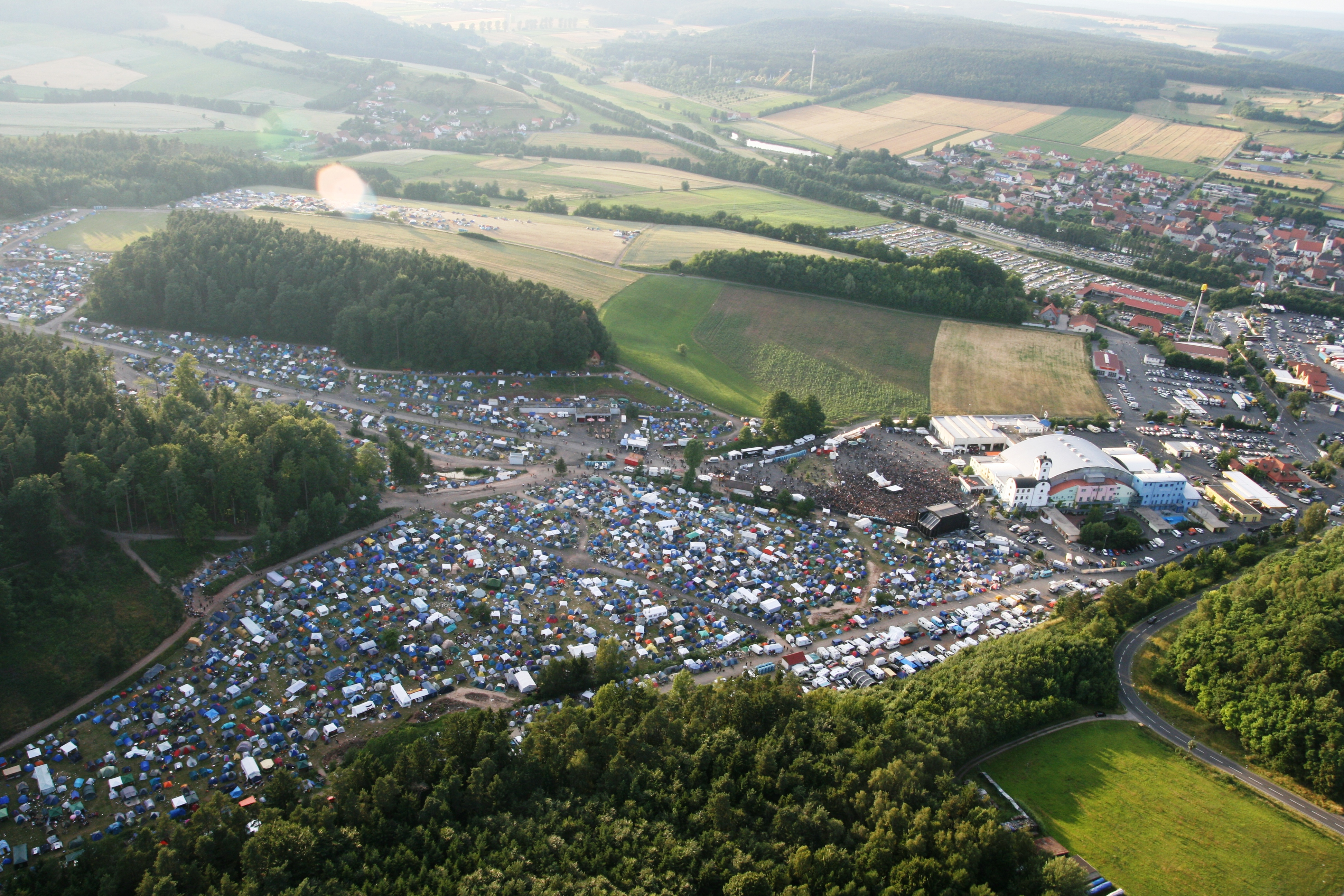
Luftbild der G.O.N.D. 2008

Erneut musste eine größere Location gesucht werden. Man entschied sich für den Autohof Strohofer in Geiselwind an der A3, wo genügend Zeltplatzflächen zur Verfügung stehen sollten. Durch die direkte Anbindung des Festivalgeländes an den Autohof war eine gute Infrastruktur vorhanden, mit diversen Restaurants, Einkaufsmöglichkeiten und einer großen Eventhalle, in welcher am Donnerstagabend das erste Konzert stattfand.
- Im Laufe der Veranstaltung wurde ein Film gedreht, welcher auf DVD erschienen ist.
- Trotz Kalkulationen reichte der Zeltplatz nicht komplett aus, so dass er erweitert werden musste.
- Erstmals wurde mit der ehemaligen Onkelz-Security IH-Security unter Führung des Onkelz-Managers Thomas Hess zusammengearbeitet.
- Laut Veranstalter kamen 18.000 Besucher zur G.O.N.D. 2008.

Bands:
9mm Assi Rock'n'Roll, Berserker, Engel in Zivil, Enkelz, Frei.Wild, F.U.C.K, Glorreiche Halunken, Kärbholz, Kneipenterroristen, Satan's Offiziere, Stainless Steel, Tequila lauwarm und Wilde Jungs

### G.O.N.D. 2009
2. – 5. Juli 2009 in Rieden-Kreuth

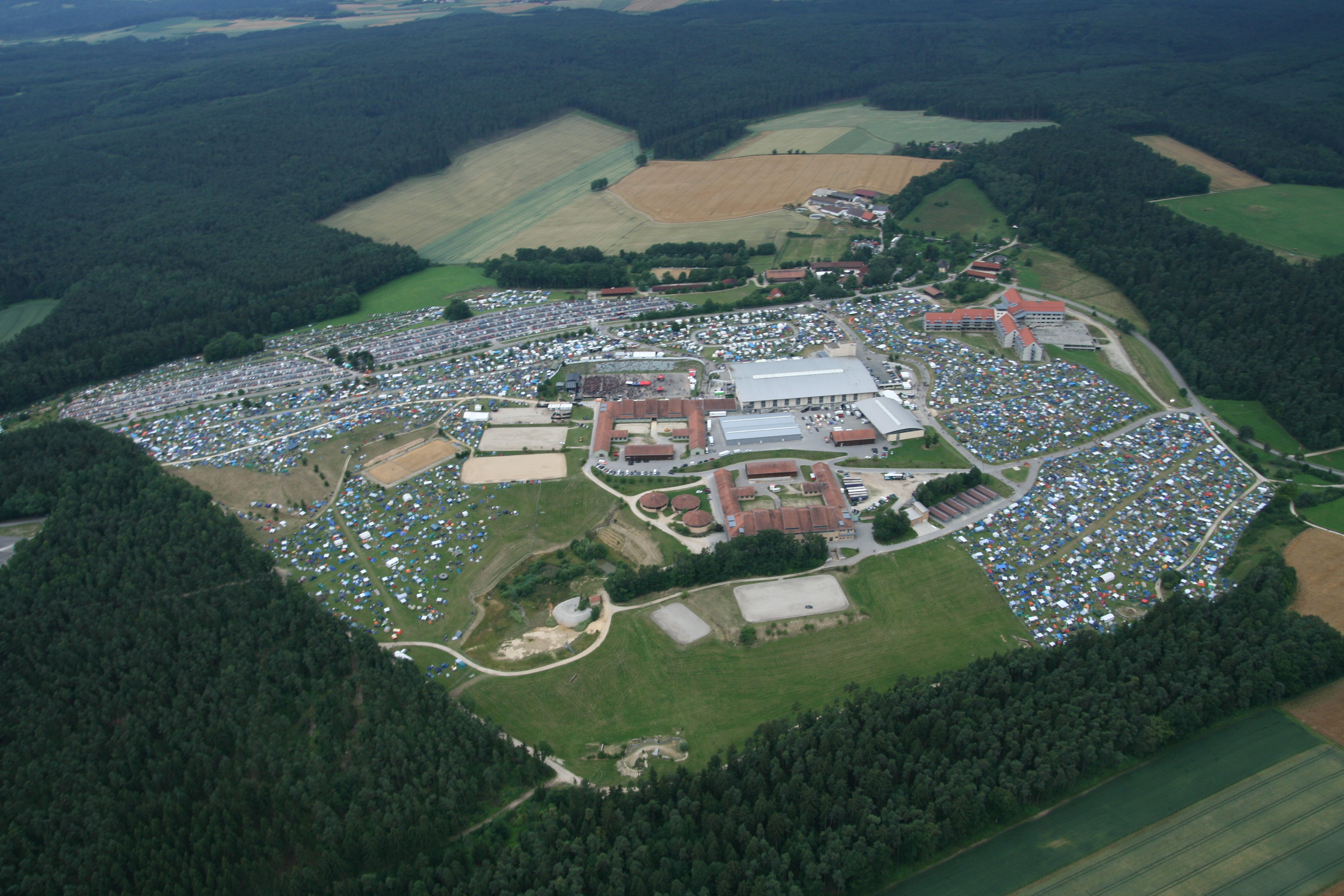
Luftbild der G.O.N.D. 2009

Auch im vierten Jahr musste man auf ein größeres Gelände umziehen und fand sich auf dem Gut Matheshof in Rieden-Kreuth in der Oberpfalz wieder.
Das Areal bot genügend Platz für diese Veranstaltung und, im Falle einer weiteren Besuchersteigerung, auch noch für die künftigen Jahre, sowie mit der Ostbayernhalle und der Festhalle Rieden zwei Hallen.
In der Ostbayernhalle fand täglich die Aftershow-Party statt, wohin man nach einer Unwetterwarnung am Freitagabend auch die Konzertbesucher evakuiert. Dem Veranstalter zufolge besuchten erneut 18.000 Fans die G.O.N.D. 2009.
Bands:
9mm Assi Rock'n'Roll, E.I.N.S., Engel in Zivil, Enkelz, Frei.Wild, F.U.C.K, Glorreiche Halunken, G.O.N.D. Commando, Heilige Bruehder, Heilige Dämonen, Kärbholz, Kneipenterroristen, Koma, KrawallBrüder, Mambo Kurt, Stainless Steel, Störte.Priester, Tequila lauwarm und Wilde Jungs

### G.O.N.D. 2010
14. – 18. Juli 2010 in Rieden-Kreuth
Die G.O.N.D. fand erneut in Rieden-Kreuth statt. Die Festivalinfrastruktur wurde verbessert und die Bühne wegen gestiegener Besucherzahlen auf „über 20.000“ vom Reitstadion auf eine benachbarte Wiese verlegte.
- Da es sich um die fünfte Ausgabe („Jubiläums-G.O.N.D.“) handelte, wurde während des Festivals wieder eine DVD aufgenommen.
- Die Aftershow-Party fand erneut in der Festhalle Rieden statt.
- Auf dem Parkdeck neben der Halle befand sich eine Nebenbühne, auf welcher bereits am frühen Nachmittag Bands spielten.
- Um die Anreisewelle zeitlich zu verteilen, konnte bereits am Mittwochabend angereist werden. Das brachte nicht das erhoffte Resultat: der Großteil der Besucher reiste am Mittwoch an, während der Donnerstagmorgen nur unwesentlich genutzt wurde.

Bands:
9mm Assi Rock'n'Roll, Absturz, Berserker, Delirium Rock'n'Roll, E.I.N.S., Engel in Zivil, Frei.Wild, F.U.C.K, Glorreiche Halunken, G.O.N.D. Commando, Heilige Bruehder, Heilige Dämonen, Kärbholz, Kneipenterroristen, Koma, Könige für einen Tag, KrawallBrüder, Mandados del Cielo, Saint Koppschuss, Stainless Steel, Störte.Priester, Tequila lauwarm und Wilde Jungs

### G.O.N.D. 2011
14. – 17. Juli 2011 in Rieden-Kreuth
Die G.O.N.D. war wieder auf dem Gut Matheshof. Im Vorfeld wurde die Ticketanzahl auf 20.000 Karten begrenzt, weshalb die G.O.N.D. bereits im Mai ausverkauft war.
- Im Vorfeld wurde ein Sampler namens „T.R.I.B.U.T.E.“ veröffentlicht, auf welchem diverse Bands der G.O.N.D. einen extra dafür geschriebenen und, thematisch mit den Böhsen Onkelz verbundenen, Song beigesteuert haben.
- Die Sanitärsituation wurde erheblich verbessert.
- Die Aftershow-Party fand wieder in der Festhalle Rieden statt.
- Es gab keine Nebenbühne, dafür wurde mit den Konzerten auf der Open-Air-Bühne deutlich früher begonnen.

Bands:
9mm Assi Rock'n'Roll, Berserker, Betontod, Delirium Rock'n'Roll, E.I.N.S., Engel in Zivil, Frei.Wild, F.U.C.K, Glorreiche Halunken, G.O.N.D. Commando, Guthe Kumpelz, Heilige Bruehder, Heilige Dämonen, J.B.O., Kärbholz, Kneipenterroristen, Koma, Könige für einen Tag, KrawallBrüder, Mandados del Cielo, Raven Henley, Serum 114, Stainless Steel, Störte.Priester, Thekenproleten, Unantastbar, Unherz und Viva la Tia

### G.O.N.D. 2012
12. – 15. Juli 2012 in Rieden-Kreuth
Zum vierten Mal fand die G.O.N.D. auf dem Gut Matheshof statt. Wie bereits im Vorjahr wurde die Ticketanzahl auf 20.000 Karten begrenzt. Am 12. April 2012 war die G.O.N.D. offiziell ausverkauft.
- Es gab wieder eine Nebenbühne in der Festhalle Rieden. Dort fand wie im Vorjahr die Aftershow-Party statt.
- Die Konzerte fanden von 12 bis 15 Uhr auf der Nebenbühne, anschließend auf der Hauptbühne statt.
- Erstmals wurden LED-Leinwände zur Live-Übertragung der Konzerte auf der Hauptbühne eingesetzt.
- Für den jeweils ersten Auftritt im Line-Up des Tages wurde die Aktion „Pay to Play“ gestartet, bei welcher sich die Band, welche den Höchstbetrag geboten hat zum Zuge kam. Der Erlös in Höhe von insgesamt 4.750 € wird komplett an die Selbsthilfegruppe krebskranker Kinder Amberg-Sulzbach e. V. gespendet.

Bands:
9mm Assi Rock'n'Roll, Berserker, Betontod, Böhse Bengelz, Böhse Brüder, BRDigung, Die Sulmtaler, Don Promillos, Drunken Swallows, E.I.N.S., Engel in Zivil, F.U.C.K, Glorreiche Halunken, G.O.N.D. Commando, Guthe Kumpelz, Heilige Bruehder, Heilige Dämonen, Kärbholz, Kneipenterroristen, Koma, KrawallBrüder, Prompt!, Saitenfeuer, Serum 114, Soifass, Stainless Steel, Störte.Priester, Tequila lauwarm, Thekenproleten, Toxpack, Unantastbar, Viva la Tia, Wilde Jungs und Zorn Winkler.

### G.O.N.D. 2013
11. – 14. Juli 2013 in Rieden-Kreuth
Zum fünften Mal war der Veranstaltungsort der G.O.N.D. das Gut Matheshof. Erneut wurden nur 20.000 Karten zur Verfügung gestellt. Anders als in den Jahren zuvor war die G.O.N.D. erst am 23. Juni 2013 ausverkauft.
- Auch 2013 gab es wieder eine Nebenbühne in der Festhalle Rieden, auf welcher nachmittags jeweils drei Bands spielten. Erstmals spielten im Rahmen der Aftershow-Party nachts von 2 bis 3 Uhr jeweils eine Onkelz-Coverband, bevor das AGF-Radio die Unterhaltung übernahm.
- Das Müllpfand konnten die Fans spenden, zudem sammelte das „G.O.N.D. Commando“ Spenden und auch die Veranstalter beteiligten sich. Somit kamen 3.000 € zusammen, welche zugunsten der Flutopfer an die Aktion Deutschland Hilft – das Bündnis der Hilfsorganisationen e. V. gespendet wurden.[4]
- Erstmals gab es sowohl im Infield, als auch auf dem Zeltplatz nur noch gespülte Toilettenwagen, welche rund um die Uhr von Personal betreut wurden.

Bands: 28, 9mm Assi Rock'n'Roll, Berserker, Böhse Bengelz, BRDigung, Desission, Die BoNKERS, Dirk und Durstig, E.I.N.S., Engel in Zivil, Enorm, Exituz, Ex-Plizit, Extasy, F.U.C.K, Glorreiche Halunken, Grober Knüppel, G.O.N.D. Commando, Guhte Kumpelz, Hangar-X, Heilige Bruehder, Heilige Dämonen, Heilige Legenden, Kärbholz, KrawallBrüder, Kneipenterroristen, Onkel Evil, Onkel Tom Angelripper, Rotz & Wasser, Saitenfeuer, Stainless Steel, Thekenproleten, Toxpack, Unantastbar, Unherz, Varg und Wilde Jungs.

### G.O.N.D. 2014
10. – 13. Juli 2014 in Rieden-Kreuth
Erneut fand die G.O.N.D. auf dem Gut Matheshof in Rieden-Kreuth statt.
- Auf der G.O.N.D. 2014 gab es einen Bandwettbewerb, bei welchem 10 Bands antraten.[5]

Bands: 28, 9mm, Berserker, böhse bengelz, Daniel Klotz, Die Bonkers, Discipline, E.i.n.s., Engel in Zivil, Enorm, Exituz, Explizit, F.U.C.K., Foiernacht, Glorreiche Halunken, Gnadenstoß, Goitzsche Front, Guhte Kumpelz, Heilige Dämonen, Heilige Legenden, Herzlos, King Kongs Deoroller, Kneipenterroristen, Kollisions Kurs, Krawallbrüder, Kärbholz, Könige für einen Tag, Mephasin, Pro Pain, Prompt!, Rotz & Wasser, Saitenfeuer, Sgeht, Stainless Steel, Störte Priester, Thekenproleten, Toxigen, Toxpack, Unantastbar, Unherz, Varg, Viva La Tia, Zeitgeist, Zornwinkler

### G.O.N.D. 2015
9. – 11. Juli 2015 in Rieden-Kreuth
Die G.O.N.D. wurde wieder auf dem Gut Matheshof in Rieden-Kreuth veranstaltet.
Bands: Kevin Russell mit Veritas Maximus, Krawallbrüder, Megaherz, Unantastbar, 9MM, F.U.C.K., Stainless Steel, Engel in Zivil, Kneipenterroristen, Varg, Onkel Tom, Wilde Jungs, Berserker, Grober Knüppel, Böhse Bengelz, Glorreiche Halunken, Heilige Dämonen, Goitzsche Front, Enorm, Saitenfeuer, Die Bonkers, 28, Störte.Priester, Thekenproleten, Unherz, King Kongs Deoroller, Herzlos, Wir sind eins, Ex-plizit, Zeit.geist, Bö_se & Gemein, Guhte Kumpelz, Daniel Klotz, Sgeht, Foiernacht, Loudtsark, Asphalt, Exituz, Hangar X, Cerveza, Zorn Winkler. Die Sulmtaler, Bremsspur, Plan Z, Vollblut, Desission, GOND Commando, AGF Radio, Krawallradio

### G.O.N.D. 2016
14. – 17. Juli 2016 in Rieden-Kreuth
Erneut fand die G.O.N.D. auf dem Gut Matheshof in Rieden-Kreuth statt. Etwa 13.000 Besucher waren anwesend.
Bands: J.B.O., Hämatom, Unantastbar, Pro-Pain, Kärbholz, Krawallbrüder, Berserker, Wilde Jungs, Stainless Steel, Rotz & Wasser, Goitzsche Front, Thekenproleten, F.U.C.K., Engel in Zivil, Heilige Dämonen, Grober Knüppel, Böhse Bengelz, Kneipenterroristen, Martens Army, Rockwasser, The Headlines, Bad Jokers, Herzlos, Saitenfeuer, Die Bonkers, Local Bastards, Störte-Priester, Enorm. King Kongs Deoroller, Guhte Kumpelz, Ex-plizit, Unbelehrt, GOND Commando, GOND Allstars, Zeit.geist, Live Tioz, Mental Hospital

### G.O.N.D. 2017
13. – 16. Juli 2017 in Rieden-Kreuth
Die G.O.N.D. wurde 2017 wie in den Vorjahren auf dem Gut Matheshof in Rieden-Kreuth veranstaltet.
Bands: Onkel Tom Angelripper, 9mm Assi Rock'n'Roll, Unantastbar, Kärbholz, KrawallBrüder, Rotz & Wasser, The Headlines, Böhse Bengelz, Heilige Dämonen, Thekenproleten, Saitenfeuer, Enorm, Kollisionskurs, Local Bastards, Morgenrot, Sündflut, Toxigen, Vollblut, Wiens No. 1

### G.O.N.D. 2018

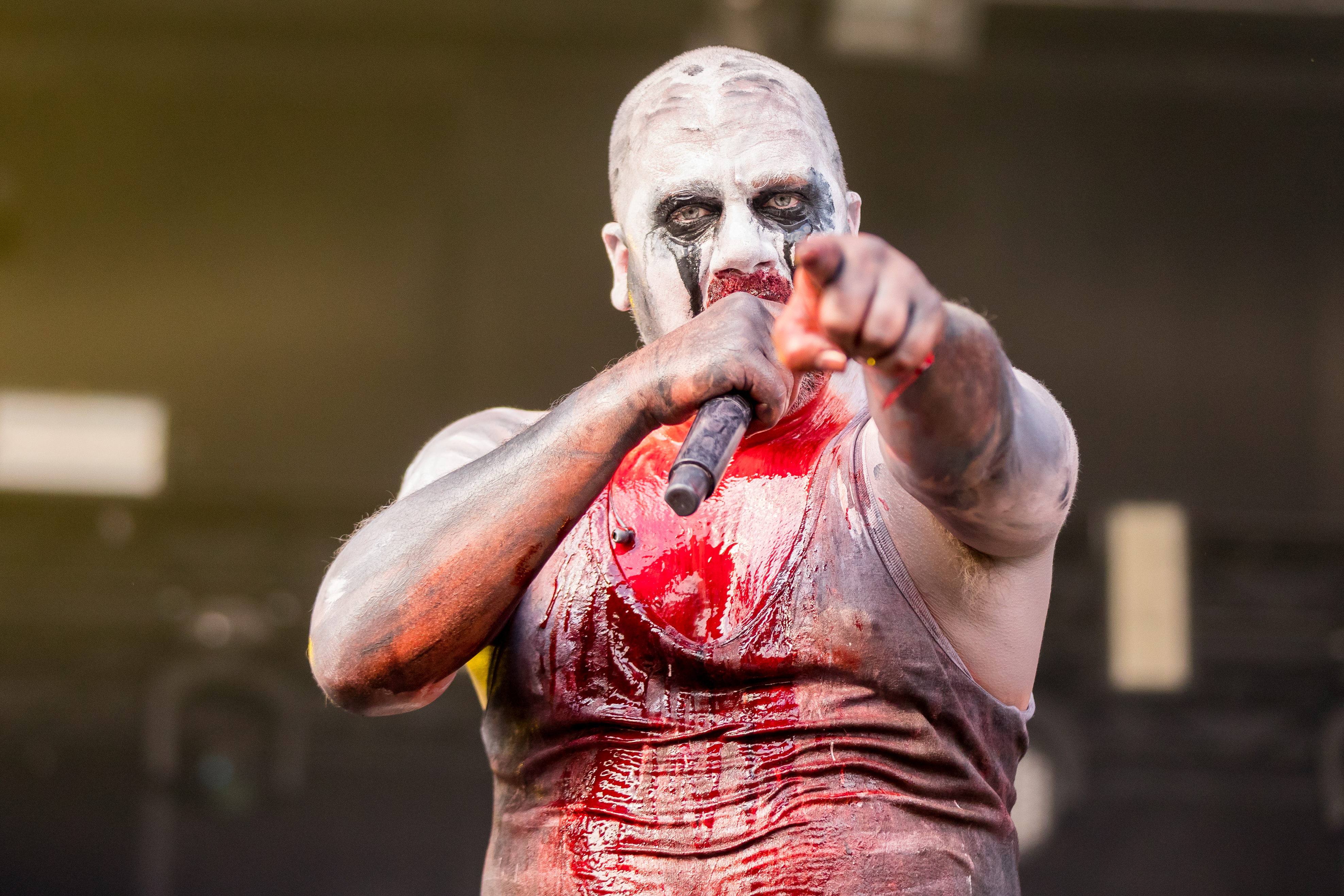
Ost+Front auf der G.O.N.D. 2018

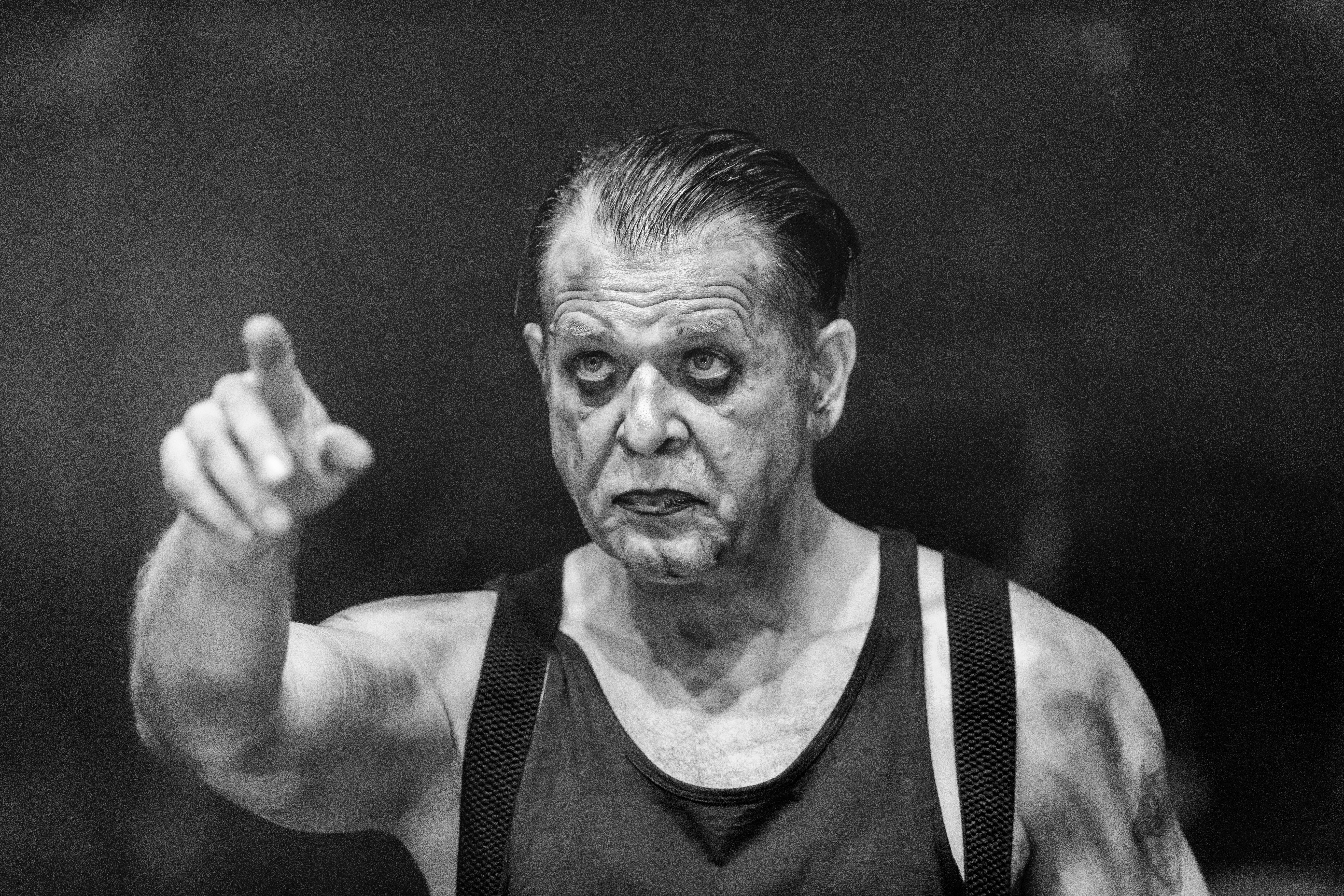
Stahlzeit auf der G.O.N.D. 2018

12. – 15. Juli 2018 in Rieden-Kreuth
Bands: Stahlzeit, Kärbholz, Ost+Front, Krawallbrüder (als Secret Headliner), Pro-Pain, Megaherz, Rotz & Wasser, Wilde Jungs, F.U.C.K., Koma, Berserker, Kneipenterroristen, Ingo ohne Flamingo, Rock Rotten’s 9mm Assi Rock’n’Roll, Stainless Steel, Die Bonkers, Saitenfeuer, Engel in Zivil, Böhse Bengelz, Heilige Dämonen, Enorm, Herzlos, King Kongs Deoroller, Unherz, Foiernacht, Rockwasser, Asphalt, Wiens No.1, Local Bastards, Mandados del Cielo, Zeitgeist, Egoisten, Morgenrot, Thekenproleten, Exituz, Artefuckt, Sündflut, Null db, Protz, Schlussakkord, Ex-plizit, Außensaiter, Leidbild, Toxigen, Live Tioz, Endgegner, Unzensiert, Störer, Killermichel, Morbid Alcoholica

### G.O.N.D. 2019
11. – 14. Juli 2019 in Rieden-Kreuth
Bands: Unantastbar, Kärbholz, Krawallbrüder, Toxpack, Goitzsche Front, Haymaker, Rotz & Wasser, Zaunpfahl, Berserker, F.U.C.K., Wiens No.1, Local Bastards, Böhse Bengelz, 28, Engel in Zivil, Koma, Heilige Dämonen, Viva, Kneipenterroristen, Enorm, Herzlos, Unherz, Lammkotze, Stunde Null, Foiernacht, Störte.priester, Rockwasser, Bad Jokers, Egoisten, Asphalt, Brennstoff, Sündflut, Thekenproleten, Alles mit Stil, Formlos, Morgenrot, Ex-Plizit, Störer, Live Tioz, Vagabundos del Lujo, Donnerbalken, Serpentin, Unzensiert, Krestel, Doppelbock, Gegenwind, G.O.N.D. Commando, Wir gegen uns, Himmelstürmer, Anthony Scott, Raven Henley, Brandalarm

### G.O.N.D. 2020
Wie viele Veranstaltungen fiel auch das G.O.N.D. 2020 der COVID-19-Pandemie in Deutschland zum Opfer. Um einige Ausfälle finanziell zu kompensieren, wurde eine Fanbox mit T-Shirt, Becher und Armband verkauft.

### G.O.N.D. 2021
Die Veranstalter kündigten für 2021 gleich zwei Festivals unter dem Namen an. Dabei sollen auch die Böhsen Onkelz selbst unter dem Namen Los Tioz spielen. Als Termine wurden der 9. bis 11. Juli 2021 für eine etwas familiärere Veranstaltung und der 1. bis 5. September für ein großes Festival zum 15-jährigen Jubiläum bekannt gegeben. Aufgrund der anhaltenden Auswirkungen der Corona-Pandemie wurden beide Festivaltermine in das darauffolgende Jahr 2022 verlegt.

### G.O.N.D. 2022
27. – 31. Juli 2022 in Rieden-Kreuth
Unter dem Namen Los Tioz spielten die Böhsen Onkelz selbst ein Zwei-Stunden-Konzert auf dem G.O.N.D. 2022. Das Festival fand vor etwa 20.000 Besuchern statt.
Bands: Los Tioz, Kärbholz, Unantastbar, Krawallbrüder, Toxpack, Goitzsche Front, Artefuckt, F.U.C.K, Berserker, Rotz & Wasser, Viva, King Kongs Deoroller, Kneipenterroristen, Engel in Zivil, Böhse Bengelz, Heilige Dämonen, 28, Herzlos, V8 Wankers, Rockwasser, Grenzen/los, Eizbrand, Wiens No.1, Versus, Ochmoneks, Neurotox, Killermichel, Egoi!sten, Schlussakkord, Foiernacht, Ampex, Leidbild, Fräulein Tonspur, Morgenrot, Schedelweiss, Glorreiche Halunken, Serpentin, Unbelehrt, Störer, Formlos, Edelweiss, Chaos Messerschmitt, Thekenproleten, Himmelstürmer, G.O.N.D. Commando, Sterilium, Vagabundos De Lujo, Donnerbalken, Unzensiert, Oifriese, D!riekt, Böhse Neffen, Minnie Rock

### Fuck the Virus Edition 2022
2. – 4. September 2022 in Rieden-Kreuth
Vom 2. bis 4. September 2022 fand unter dem Motto „Fuck the Virus Edition“ ein kleineres Festival mit nur einer Bühne statt.
Bands: Dirk Maron – Die Wolfgang Petry Show, Haymaker, Local Bastards, Koma, Durstige Nachbarn, Hörsturz Moers, Explizit, Morbid Alcoholica, Wolfsklinge, Stainless Steel, Stunde Null, Willkuer, Heilige Legenden, Asphalt, Mantikor, Lammkotze, Jean.Luc, Schach-matt, Stöckel & Strapse, Niveau ist keine Hautcreme

### G.O.N.D. 2023
13. – 16. Juli 2023 am Lausitzring
2023 fand das Festival zum ersten Mal am Lausitzring in der Niederlausitz statt. An diesem Ort hatten die Böhsen Onkelz 2005 ihr Abschiedskonzert gegeben. Das eigentliche Festivalgelände in Rieden-Kreuth war in diesem Jahr wegen Umbauarbeiten gesperrt. Das Festival musste am 16. Juli während des Auftritts der letzten Band Böhse Neffen wegen einer Sturmwarnung frühzeitig beendet werden.
Bands: Krawallbrüder, Edelweiss, Goitzsche Front, Eizbrand, Berserker, Engel in Zivil, Durstige Nachbarn, Glorreiche Halunken, Leidbild, Todsünde, Mantikor, Schlussakkord, Egoi!sten, Unbelehrt, Niveau ist keine Hautcreme, Heilige Dämonen, Stahlzeit, F.U.C.K., Rotz & Wasser, Donnerbalken, Kremer, King Kongs Deoroller, 28, Versus, Null Positiv, Chaos Messerschmitt, Elbrebellen, Jedermanntherapie, Agf Radio, Sa Auf So, Böhse Neffen, Stainless Steel, Haymaker, 9mm Assi Rock'n'Roll, Kneipenterroristen, Willkuer, Rockwasser, Wiens No.1, Herzlos, Neurotox, Morgenrot, Fräulein Tonspur, G.O.N.D. Commando, Böhse Neffen

### G.O.N.D. 2024
17. – 21. Juli 2024 am Flugplatz Obermehler-Schlotheim
Da das eigentliche Festivalgelände weiterhin umgebaut wurde, fand die 2024er Auflage auf dem Flugplatz Obermehler in Thüringen statt.
Bands: Frei.Wild, Krawallbrüder,  Rock Rotten’s 9mm Assi Rock’n’Roll, Pro-Pain, Stunde Null, Willkuer, Eizbrand, Kremer, Dirk Maron, F.U.C.K., Haymaker, Berserker, Rotz & Wasser, King Kongs Deoroller, Engel in Zivil, Kneipenterroristen, Böhse Bengelz, Koma, Heilige Dämonen, Trabireiter, Null Positiv, Rockwasser, Wiens No.1, Local Bastards, Leidbild, Mantikor, Durstige Nachbarn, Chaos Messerschmitt, Todsünde, Schlussakkord. Unbelehrt, Donnerbalken, Glorreiche Halunken, 28, Egoisten, Morgenrot, Niveau ist keine Hautcreme, Böhse Neffen, Thekenproleten, Elbrebellen, Metzner + Band, Hörsturz Moers, Ex-plizit, Jedermanntherapie, Hartholz, Marcel Hä, Biersturm, G.O.N.D. Commando

### G.O.N.D. 2025
24. – 27. Juli 2025 am Flugplatz Obermehler-Schlotheim
Das Festival fand erneut auf dem Flugplatz Obermehler in Thüringen statt.
Bands: Unantastbar, Krawallbrüder, Stahlzeit, Goitzsche Front, Willkuer, Rock Rotten’s 9mm Assi Rock’n’Roll, F.U.C.K., Ost+Front, Viva, Haymaker, Stainless Steel, Berserker, Rotz & Wasser, Engel in Zivil, Null Positiv, Donnerbalken, King Kongs Deoroller, Wiens No.1, 28, Rockwasser, Durstige Nachbarn, Heilige Dämonen, Dirk Maron, Kneipenterroristen, Leidbild, Unbelehrt, Egoisten, Böhse Neffen, Mantikor, Schlussakkord, Guhte Kumpelz, Morgenrot, Hartholz, Schedelweiss, Stöckel & Strapse, Niveau ist keien Hautcreme, Ernstfall, Restrisiko, Marcel Hä, Biersturm, Direkt, Thekenproleten, G.O.N.D. Commando, Die Eskalation, Jedermanntherapie, Lucky Punch, Stahlheim, Tonrausch

## Bands
Auf der G.O.N.D. haben während der acht Jahre insgesamt 59 verschiedene Künstler bzw. Künstlergruppen einen Auftritt absolviert. Am häufigsten waren folgende Bands bei der G.O.N.D.:
- Kneipenterroristen (16 Auftritte)
- Stainless Steel, Krawallbrüder, Engel in Zivil,  F.U.C.K., Heilige Dämonen, Berserker (15 Auftritte)
- 9mm Assi Rock'n'Roll (13)
- Kärbholz, Thekenproleten (12)
- Glorreiche Halunken,  (11)
- Unantastbar, G.O.N.D. Commando, Böhse Bengelz (10)
- Wilde Jungs, 28 (9)
- Störte.Priester, King Kongs Deoroller (8)
- Frei.Wild, Goitzsche Front, Rockwasser, Saitenfeuer, Wiens No.1, Morgenrot (7)
- E.I.N.S., Unherz (6)
- Foiernacht, Heilige Bruehder, Tequila lauwarm (5)

(Stand: nach der G.O.N.D. 2025)

## Sonstiges
- Bisher wurden zwei DVDs über das Festival veröffentlicht (2008 & 2010).
- Der ursprüngliche Name „Gröhste Onkelznacht Deutschlands“ wird aus markenrechtlichen Gründen seit der G.O.N.D. 2007 nicht mehr verwendet. Seither heißt die Veranstaltung G.O.N.D. mit dem Slogan „Den Onkelz sei ein Fest“.
- Viele Sprüche auf Merchandising-Artikeln (T-Shirts, Mützen etc.) der G.O.N.D. beziehen sich auf Textstellen aus Onkelz-Songs.
- Die Südtiroler Band Frei.Wild hatte 2007 auf der G.O.N.D. ihren ersten größeren Auftritt vor über 10.000 Besuchern
- Nach jeder G.O.N.D. werden Besuchern mit einer Online-Umfrage befragt. Zudem können Bands, Infrastruktur etc. mittels Notenvergabe bewertet werden.
- Zur G.O.N.D. 2008 wurde der sog. Treueschwur veröffentlicht, auf welchem diverse Sänger und Musiker der verschiedenen Bands eine extra für die G.O.N.D. geschriebene und komponierte Hymne zum Besten geben.
- Zur G.O.N.D. 2011 kam der erste Sampler T.R.I.B.U.T.E raus, auf welchem diverse Bands der G.O.N.D. einen extra geschriebenen und komponierten Song, welcher etwas mit dem Festival und den Onkelz zu tun hat, veröffentlichten.
- Seit 16. April 2009 gibt es G.O.N.D.-TV. Die beiden Hauptveranstalter „Kiedi“ und „Timo“ informieren hier über das Festival.[22]
- Seit 12. Januar 2014 besteht ein eigener G.O.N.D.-Fanclub.[23]